# Данилкино (Медведевський район)
Дани́лкино (рос. Данилкино, марій. Тайлансола) — присілок у складі Медведевського району Марій Ел, Росія. Входить до складу Нурминського сільського поселення.

## Населення
Населення — 113 осіб (2010; 77 у 2002).
Національний склад (станом на 2002 рік):
- лучні марійці — 92 %